# マラーヤ
マラーヤ（Maraaya）は、スロベニアの音楽デュオで、ユーロビジョン・ソング・コンテスト2015のスロベニア代表である。

## 来歴
歌手のマルイェトカ・ヴォウク（Marjetka Vovk、旧姓ユルコウニク Jurkovnik）と、プロデューサーのラーイ（Raay）ことアレシュ・ヴォウク（Aleš Vovk）の2人から成る。2人は、2005年から2009年までスロベニアのターボ・フォーク・バンド「ターボ・エンジェルズ」のメンバーとして活動した。
デュオは2014年に結成され、初のシングル「Lovin' Me」はベルギー、ドイツ、イタリア、スロベニアのヒットチャート上に挙がり、ポーランドのコンピレーションアルバム『Bravo Hits Zima 2015』にも収録された。
ラーイはユーロビジョン・ソング・コンテスト2014のスロベニア代表曲であるティンカラ・コヴァチュの「Round and Round」や、ジュニア・ユーロビジョン・ソング・コンテスト2014の同国代表曲であるウーラ・ロジャルの「Nisi sam (Your Light)」、ティナ・マゼの「My Way Is My Decision」をはじめ、数多くのアーティストの楽曲を手がけている。

## 私生活
マルイェトカ・ヴォウクとラーイは夫婦であり、2人の息子がいる。才能ある若手音楽家の育成のために音楽学校を運営している。